# 太寧壯燈魚
萊氏壮灯鱼（学名：Hygophum taaningi）为輻鰭魚綱燈籠魚目灯笼鱼科壮灯鱼属的鱼类。分布于大西洋海域，為深海魚類，棲息深度250-1000公尺，體長可達6.1公分。

## 扩展阅读
維基物種上的相關：萊氏壮灯鱼